# انتخابات مجلس الأمن التابع للأمم المتحدة 1995
أُجريت انتخابات مجلس الأمن التابع للأمم المتحدة لعام 1995 في 8 نوفمبر 1995 في مقر الأمم المتحدة في مدينة نيويورك خلال الدورة الخمسين للجمعية العامة للأمم المتحدة. انتخبت الجمعية العامة تشيلي ومصر وغينيا بيساو وبولندا وجمهورية كوريا أعضاءً غير دائمين في مجلس الأمن التابع للأمم المتحدة لمدة سنتين تبدأ في 1 يناير 1996. وكانت هذه أول مرة لانتخاب غينيا بيساو وكوريا الجنوبية في المجلس.

## القواعد
يتألف مجلس الأمن من 15 مقعدًا، يشغلها خمسة أعضاء دائمين وعشرة أعضاء غير دائمين. وفي كل عام، يتم انتخاب نصف الأعضاء غير الدائمين لمدة عامين.   ولا يجوز للعضو الحالي أن يترشح على الفور لإعادة انتخابه. 
وفقًا للقواعد التي يتم بموجبها تناوب المقاعد العشرة غير الدائمة في مجلس الأمن بين الكتل الإقليمية المختلفة التي تقسم إليها الدول الأعضاء في الأمم المتحدة تقليديًا لأغراض التصويت والتمثيل،  يتم تخصيص المقاعد الخمسة المتاحة على النحو التالي: 
- مقعدان للدول الأفريقية أحدهما لـ"المقعد العربي"
- مقعد لبلدان المجموعة الآسيوية (الآن مجموعة آسيا والمحيط الهادئ)[6]
- مقعد لأمريكا اللاتينية ومنطقة البحر الكاريبي
- مقعد لمجموعة أوروبا الشرقية

## المرشحون
وكان هناك ما مجموعه سبعة مرشحين للمقاعد الخمسة. ولم يتم التنافس على مقعدي المجموعة الآسيوية ومجموعة أمريكا اللاتينية والكاريبي، حيث تقدم لهما مرشح واحد: تشيلي وجمهورية كوريا، على التوالي. وبالنسبة للمقعدين المخصصين للدول الأفريقية، كان هناك ثلاثة مرشحين: بنين ومصر وغينيا بيساو؛ كانت الانتخابات محل نزاع كبير فقط بين بنين وغينيا بيساو، حيث كان ترشيح مصر لملء المقعد العربي. وكان هناك مرشحان للمقعد الوحيد لمجموعة أوروبا الشرقية: ألبانيا وبولندا. ومن بين هؤلاء، كان هناك عدد من المرشحين الرسميين المعتمدين من مجموعاتهم الإقليمية. وجاءت هذه التأييدات على النحو التالي:
- المجموعة الأفريقية: مصر وغينيا بيساو
- المجموعة الآسيوية: جمهورية كوريا
- أمريكا اللاتينية والكاريبي: تشيلي

وقالت ممثلة ألبانيا، متحدثة باسم مجموعة أوروبا الشرقية، إن المجموعة ليست في وضع يسمح لها بتأييد أي مرشح. بصفتها ممثل ألبانيا، قدمت بعد ذلك ترشيح بلادها.

## النتائج
وتم التصويت بالاقتراع السري. بالنسبة لكل مجموعة جغرافية، يمكن لكل دولة عضو التصويت لصالح أكبر عدد ممكن من المرشحين الذين سيتم انتخابهم. وكان هناك 177 بطاقة اقتراع في كل من الانتخابات الثلاثة.

### الدول الأفريقية والآسيوية
| نتائج انتخابات الدول الأفريقية والآسيوية | نتائج انتخابات الدول الأفريقية والآسيوية |
| ---------------------------------------- | ---------------------------------------- |
| الدولة                                   | الجولة الأولى                            |
| مصر                                      | 159                                      |
| كوريا الجنوبية                           | 156                                      |
| غينيا بيساو                              | 128                                      |
| بنين                                     | 60                                       |
| غانا                                     | 1                                        |
| تونس                                     | 1                                        |
| ممتنعون                                  | 0                                        |
| بطاقات الاقتراع الباطلة                  | 0                                        |
| الأغلبية المطلوبة                        | 118                                      |

### دول أمريكا اللاتينية ومنطقة البحر الكاريبي
| نتائج الانتخابات في دول أمريكا اللاتينية ومنطقة البحر الكاريبي | نتائج الانتخابات في دول أمريكا اللاتينية ومنطقة البحر الكاريبي |
| -------------------------------------------------------------- | -------------------------------------------------------------- |
| الدولة                                                         | الجولة الأولى                                                  |
| تشيلي                                                          | 168                                                            |
| المكسيك                                                        | 1                                                              |
| ممتنعون                                                        | 7                                                              |
| بطاقات الاقتراع الباطلة                                        | 1                                                              |
| الأغلبية المطلوبة                                              | 113                                                            |

### مجموعة أوروبا الشرقية
| نتائج انتخابات دول أوروبا الشرقية | نتائج انتخابات دول أوروبا الشرقية |
| --------------------------------- | --------------------------------- |
| الدولة                            | الجولة الأولى                     |
| بولندا                            | 128                               |
| ألبانيا                           | 48                                |
| ممتنعون                           | 0                                 |
| بطاقات الاقتراع الباطلة           | 1                                 |
| الأغلبية المطلوبة                 | 118                               |

## روابط خارجية
- وثيقة الأمم المتحدة GA/8989 الجمعية تنتخب تشيلي ومصر وغينيا بيساو وبولندا وجمهورية كوريا لعضوية مجلس الأمن لمدة عامين